# Karl Friedrich Schulz (Maler)

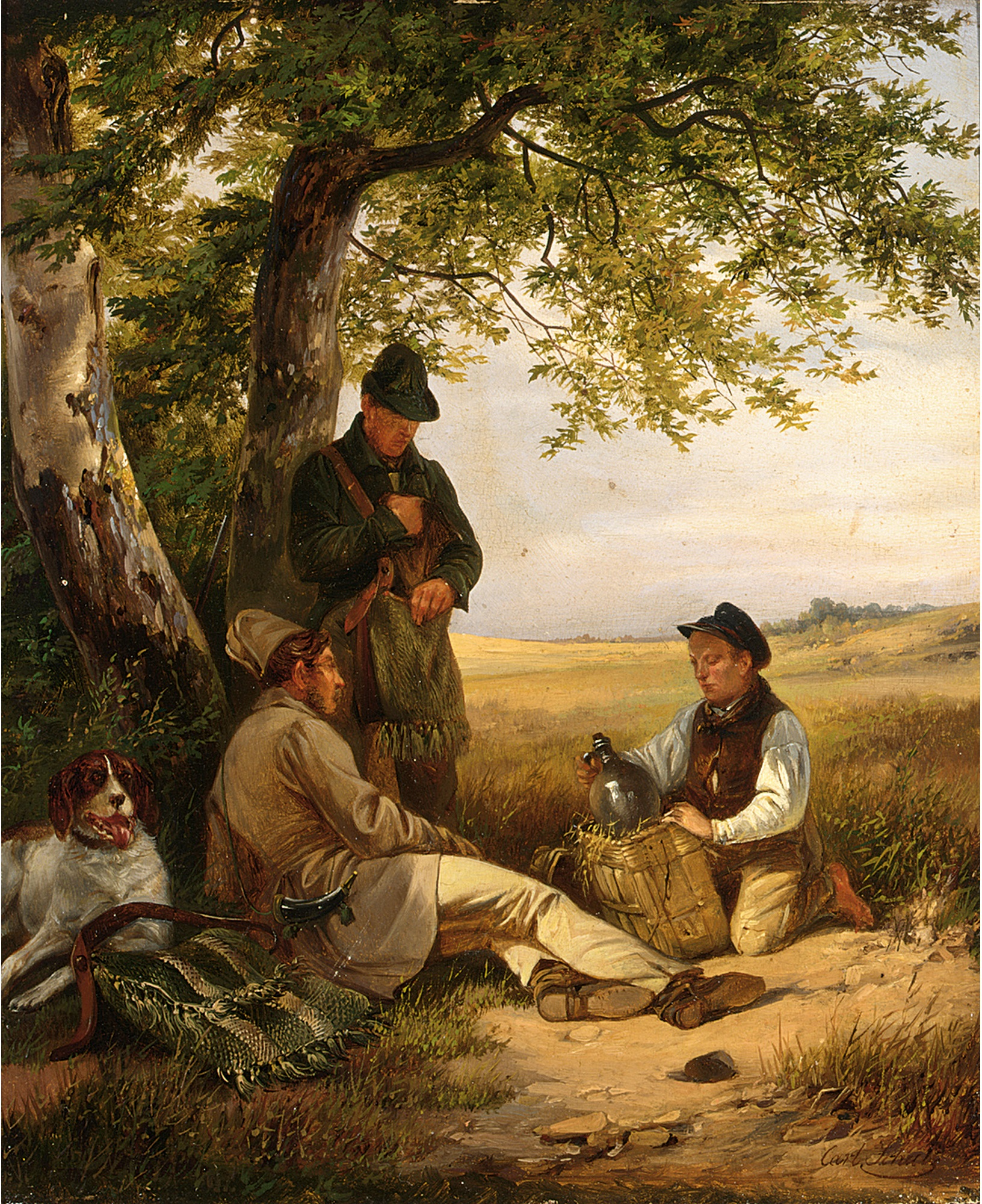
Ein wohlverdientes Mahl in den Feldern, Öl/Holz

Karl Friedrich Schulz, auch Carl Friedrich Schulz, genannt Jagdschulz oder Jagd-Schulz (* 3. November 1796 in Selchow bei Storkow, Brandenburg; † 2. März 1866 in Neuruppin), war ein deutscher Genre- und Landschaftsmaler.

## Leben
Schulz war der Sohn eines Bäckermeisters aus Berlin. Er besuchte die Berliner Akademie und nahm 1815 als Kriegsfreiwilliger am Feldzug gegen das napoleonische Frankreich teil. Im Anschluss hielt er sich fünf Jahre im Rheinland und in den Niederlanden auf, wo er zahlreiche Reisen zu Pferd machte. Damals erhielt er den Auftrag, für die Berliner Gemäldegalerie in den Niederlanden Gemälde von Jan van Eyck zu kopieren. Er nutzte die Gelegenheit, um Seestudien zu machen. Es folgte ein längerer Aufenthalt in Köln und im damals noch ländlichen Ruhrgebiet.
Nach dem Künstlerlexikon Thieme-Becker war er Schüler der Kunstakademien von Berlin und Düsseldorf. Zwischen 1830 und 1848 lebte er in Berlin, wo er 1841 zum Professor an der Berliner Akademie ernannt wurde, eine Tätigkeit, die er nur kurze Zeit ausübte. Anfang der 1840er Jahre reiste er mit General von Falkenstein nach München, um Glasmalereien zu studieren, hielt sich 1846 in Bad Liebenstein im Auftrage des Herzogs Bernhard II. von Sachsen-Meiningen auf und ging 1847 auf Ruf des russischen Zaren Nikolaus nach Sankt Petersburg. Um den Revolutionswirren zu entgehen, zog er sich 1848 nach Neuruppin zurück.

## Werk
Früh hatte sich Schulz von der akademischen Malerei entfernt und malte Genreszenen nach niederländischem Vorbild. Er bevorzugte Landschaften, Marine- und Militärszenen, besonders aber Jagdstücke (daher sein Beiname Jagd-Schulz). Gemeinsam mit Adolph Menzel beschäftigte er sich mit der Hofkleidung der Friderizianischen Zeit und malte 1837–1840 Aquarelldarstellungen der Armee Friedrichs II. für den preußischen König Friedrich Wilhelm III., 1847–1852 ähnliche Darstellungen der russischen Armee, und lieferte Vorlagen für Glasgemälde.